# Festes de la Beata
Les festes de la Beata és una típica processó de Mallorca que se celebren la primera setmana de setembre a Santa Margalida. El motiu de la festa és la beatificació de sor Caterina Tomàs i Gallard, personatge venerat a Mallorca.
L'inici de la festa consisteix amb l'ofrena floral al monument de la santa, situat a la plaça del poble, després hi ha la revetlla (que dura fins a la matinada del diumenge). El diumenge, dia de La Beata, el poble es desperta amb el renou dels picarols que porten els dimonis que corren pels carrers i després hi ha una missa. Cap a la tarda, les colles amb la vestimenta tradicional mallorquina van a recollir les gerres; les carrosses (cada una amb la seva respectiva beata) i els dimonis, emprenen la processó. Aquesta, té el seu inici al voltant de les vuit de la tarda i surt de l'església. Cada carrossa representa una escena de la vida de Sor Caterina Tomàs i van acompanyades de colles de xeremiers i bandes de música.
Entre carrosses, colles i la música, hi van parelles de pagesos portant gerres ansa per ansa, els dimonis van prenent-les-hi i les duen als dos o tres dimonis encarregats de trencar-les als peus de La Beata Major (representada per una al·lota del poble). La trencadissa consisteix que el dimoni fa voltes davant ella aguantant-se només damunt un peu, llavors la Beata alça la creu i el dimoni pega un bot en sec, i li trenca la gerra just davant els peus. Durant la processó la gent entona aquesta cançó
| « | Sor Tomasseta, on sou? Ja vos podeu amagar, perquè el dimoni vos cerca, dins un pou vos vol tirar. Que en viva la “Beata” que en viva Catalina! que en viva sor Tomassa que és santa mallorquina! que en viva, que en viva! | » |